# Kristi Harrower
Kristi Lee Harrower (Bendigo, 4 marzo 1975) è un'ex cestista australiana, professionista nella WNBA.

## Carriera
Con l'Australia ha disputato quattro edizioni dei Giochi olimpici (Sydney 2000, Atene 2004, Pechino 2008, Londra 2012) e quattro dei Campionati mondiali (1998, 2002, 2006, 2010).